# المدرسة التركية (قطر)
المدرسة التركية قطر هي مدرسة حسب المناهج التركية مقرها في عين خالد. المدرسة هي أول مدرسة تركية تفتتح في قطر حيث افتتحت رسميا في ديسمبر 2016.  هي المدرسة التركية الوحيدة في قطر. كما أن المدرسة قريبة نسبيا من المدرسة البريطانية الدوحة وهي مدرسة أخرى في عين خالد.